# يرحبل

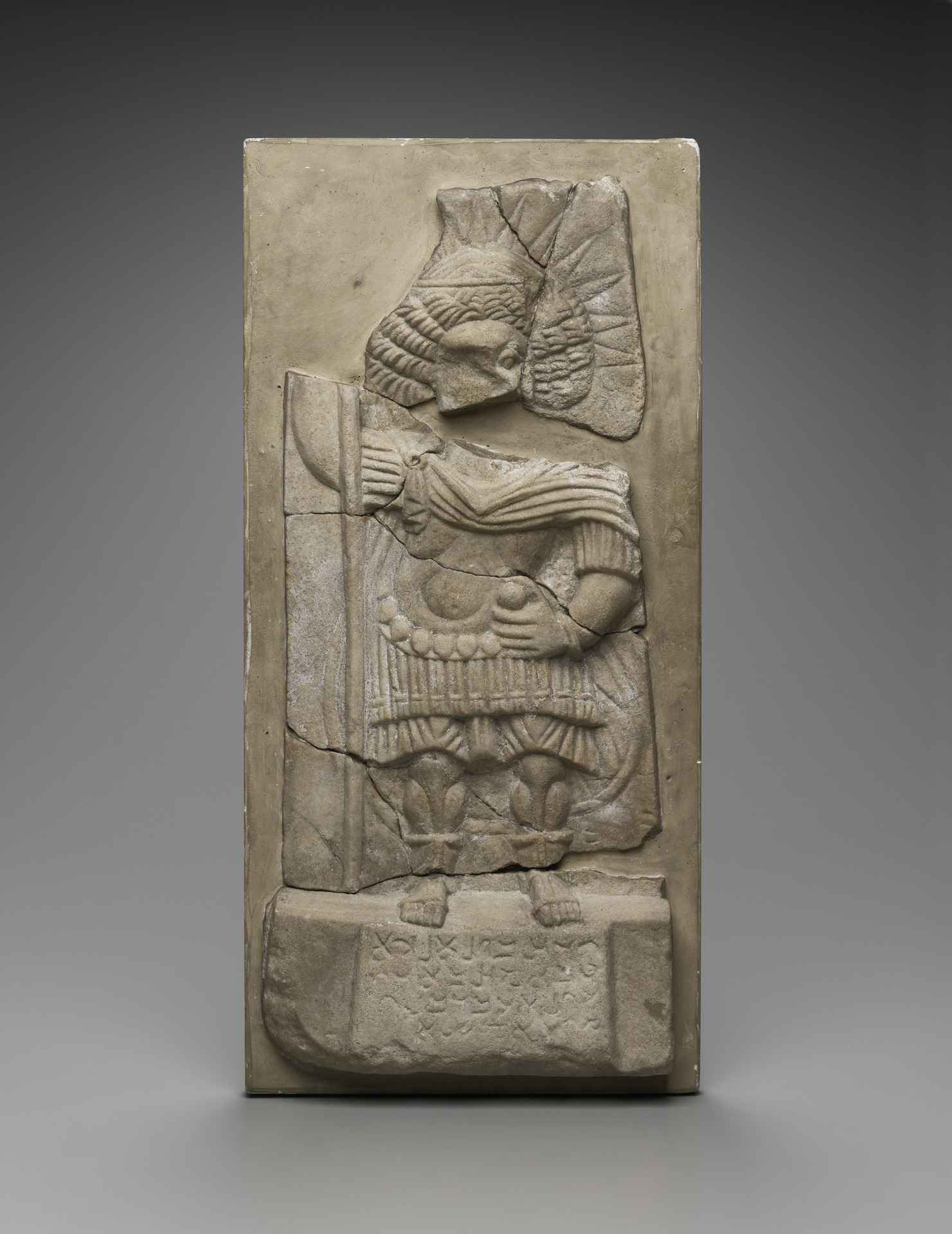
نحت بارز يصور يرحبل من معبد جد ، دورا أوروبوس ، حوالي عام 150 ق.م

يرحبل أو يرحبول أو يرح بل (بالآرامية يرحبل 𐡩𐡴𐡧𐡡𐡪) هو إله آرامي كان عُبد بشكل رئيسي في تدمر، وهي مدينة في وسط سوريا. تم تصويره بهالة شمسية ولقب بـ "سيد النبع". يظهر عادة إلى جانب بل ، وكان إلهًا مشتركًا بالسيادة في تدمر، مع عجلبول. الاسم من مقطعين يرح وهو القمر وبل صيغة أخرى لبعل

## الأصول
يُعتقد أن يرحبل كان في الأصل روح مكان لنبع إفقا في تدمر ؛ ومن المعروف أن لقبه كان "سيد/ حارس [جد] النبع". لكن بشكل عام، تشير مُفرداتية اسمه إلى ارتباط سابق بالعبادات القمرية، وليس بالعبادات الشمسية. يُترجم اسمه إلى "قمر بل"، ويظهر في الوقت نفسه ارتباطًا بإله القمر السامي الشمالي الغربي ( الكنعاني ) يرح .  من المميز أن اللوحة التذكارية المصور بها في دورا أوربوس (القرن الثاني الميلادي) مزخرفة بالإضافة إلى التاج المشع بهلال.
في البدايات، من المرجح أن يرحبل كان إلهًا محليًا لأسلاف نزلاء الواحة الصحراوية تدمر، وكان يعبد من قبل أحفاد المستوطنين الأوائل، وظهر في شكل بيت ايل . في لوحة تذكارية في معبد جداي في دورا أوربوس، وُصف يرحبل بأنه "إله طيب". باعتباره حارسًا لنبع الشفاء - وهو مكان خاص بسكان الصحراء - فقد حصل مع مرور الوقت أيضًا على وظيفة القاضي الأعلى (الإلهي) واكتسب صفات تنبؤية، والتي كانت مرتبطة عادةً بالجانب المميز لإله الشمس. وبمرور الوقت، انعكس هذا أيضًا في تصورات عبادته وقرابته الأيديولوجية مع الإله اليوناني أبولو .

## الايقونوغرافيا

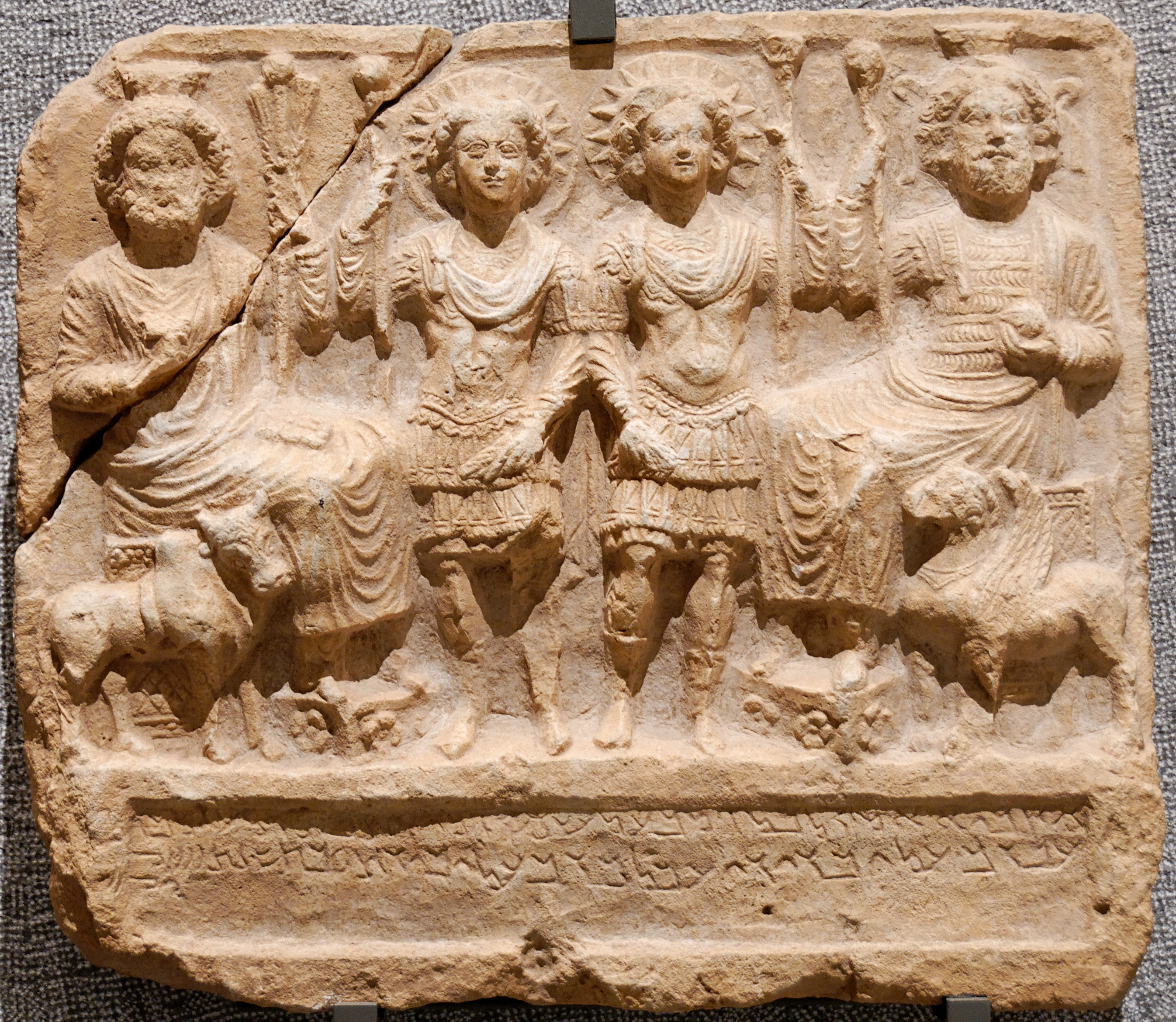
يرحبل (الثاني من اليسار) بين آلهة تدمر الأخرى (بل، عجلبول، بعلشمين) على نقش نذري يعود إلى عام 121 م (متحف ليون للفنون الجميلة)

لا يظهر يرحبل في تدمر عادةً في النحت البارز. تظهره أقدم صورة على النحت المحلي من القرن الأول قبل الميلاد مرتديًا خيتون يونانيًا وهيماتيون ، مع سعفة نخيل في يده - في شكل مسالم. وتظهر أيقونوغرافيا مختلفة في مجموعة تمثيلات من القرن الأول إلى القرن الثالث الميلادي، عندما تظهره التصويرات الجماعية والفردية حاملًا السلاح ومرتديًا والزي العسكري الروماني. 
وكقاعدة عامة، يظهر يرحبل في ثالوث، إلى جانب إله محلي قديم آخر هو عجلبول (إله القمر)، ويرافقه الإله الأعلى بل . وباعتباره إلهًا قبليًا محليًا، ظل يرحبل مقابلًا لكليهما إلى حد ما. وعلى الرغم من أن ثالوث بعلشمين كان يُعبد في تدمر، إلا أن هذا على ما يبدو لم يمنع نفس التبجيل لكلا الإلهين  ، وهناك شهادة واضحة على ذلك وهي نقش بعلي Ba'alay النذري في متحف ليون للفنون الجميلة ، والذي يُظهر المزيج غير المعتاد من هذه الآلهة من كلا الثالوثين. يظهر يرحبل ، في الثالوث مع بعلشمين وعجلبول، (بجانب الآلهة البارثية المحلية) أيضًا في دورا أوروبوس، في معبد جداي .
بالإضافة إلى ذلك، كان ليرحول أيضًا ثالوثه الخاص يظهر فيها مع الآلهة الأخرى : قبل كل شيء مع عجلبول (الذي يقف دائمًا على يمينه) ومع الإلهة أرصو، وبالتالي خلق المجموعة الكونية الرمزية الشمس والقمر والأرض. قد يكون مصحوبًا أيضًا بالإلهة بلتي (المعادلة الأنثوية لبعلا، والتي تعادل فينوس ) أو أتارغاتيس . ومن بين التمثيلات غير الشائعة  يظهر مع هرقل أو مع الإلهة سيميا (جنبًا إلى جنب مع أثينا اليونانية). إلا أنه، لم يكتشف أي تصوير مشترك مع ملاكبل حتى الآن.

## العبادة
يبدو أن عبادة يرحبل كانت راسخة في تدمر منذ زمن طويل ، إذ عبده الأموريين الذين يعتبرون أقدم سكان المنطقة المعروفين. وكان يُعبد بلا شك في صورة بيت ايل . ومن المفترض أن المُقدس الشمالي في حُنية معبد بل التدمري تحتوي على تماثيل الثالوث بما في ذلك يرحبول. ووجد تأكيد مادي للعبادة المحلية في شكل مصابيح زيتية نذرية مع تمثيلاته والنقوش ذات الصلة، بالإضافة إلى فسيفساء المعبد، التي يظهر عليها يرحبول، على سبيل المثال مع عجلبول . كما تتأكد شعبية هذا الإله من خلال استخدام اسمه كاسم خاص من قبل سكان تدمر، كما يتضح من النقوش المحلية المكتشفة.
ساهم طريق القوافل إلى حد ما في انتشار عبادته، أو على الأقل نقلها، إلى الشرق، كما يتضح من العثور عليها في الحرم المقدس في دورا أوروبوس الذي اكتشفه بريستيد JH Breasted و كومونت F. Cumont. يُظهر تأريخ اللوحات الجدارية هناك أن عبادة الثالوث التدمري في العصر الروماني استمرت على الأقل خلال القرن الثاني الميلادي (بعد عام 145 م).

## لقايا أثرية ليرحبل مندورا أوروبوس

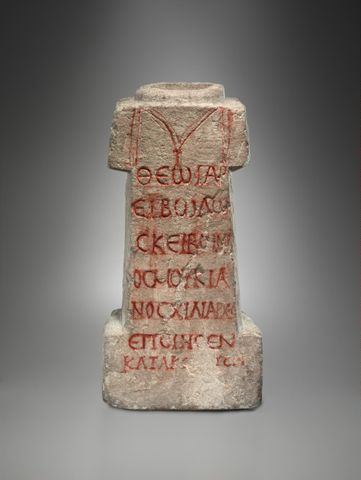

مذبح يرحبول الموجود في معبد بل في دورا أوروبوس. "يقول النقش اليوناني: "[لـ] الإله يرحبول، سكريبونيوس موسيانوس، القائد (الخيلارخوس χιλίαρχος)، صنع هذا كما أمره الله". أحد المكرسين ذوي الاسم اللاتيني، الذي يشغل منصبًا يحمل لقبًا يونانيًا في الجيش الروماني، يسجل قربانه للإله يرحبل التدمري باللغة اليونانية

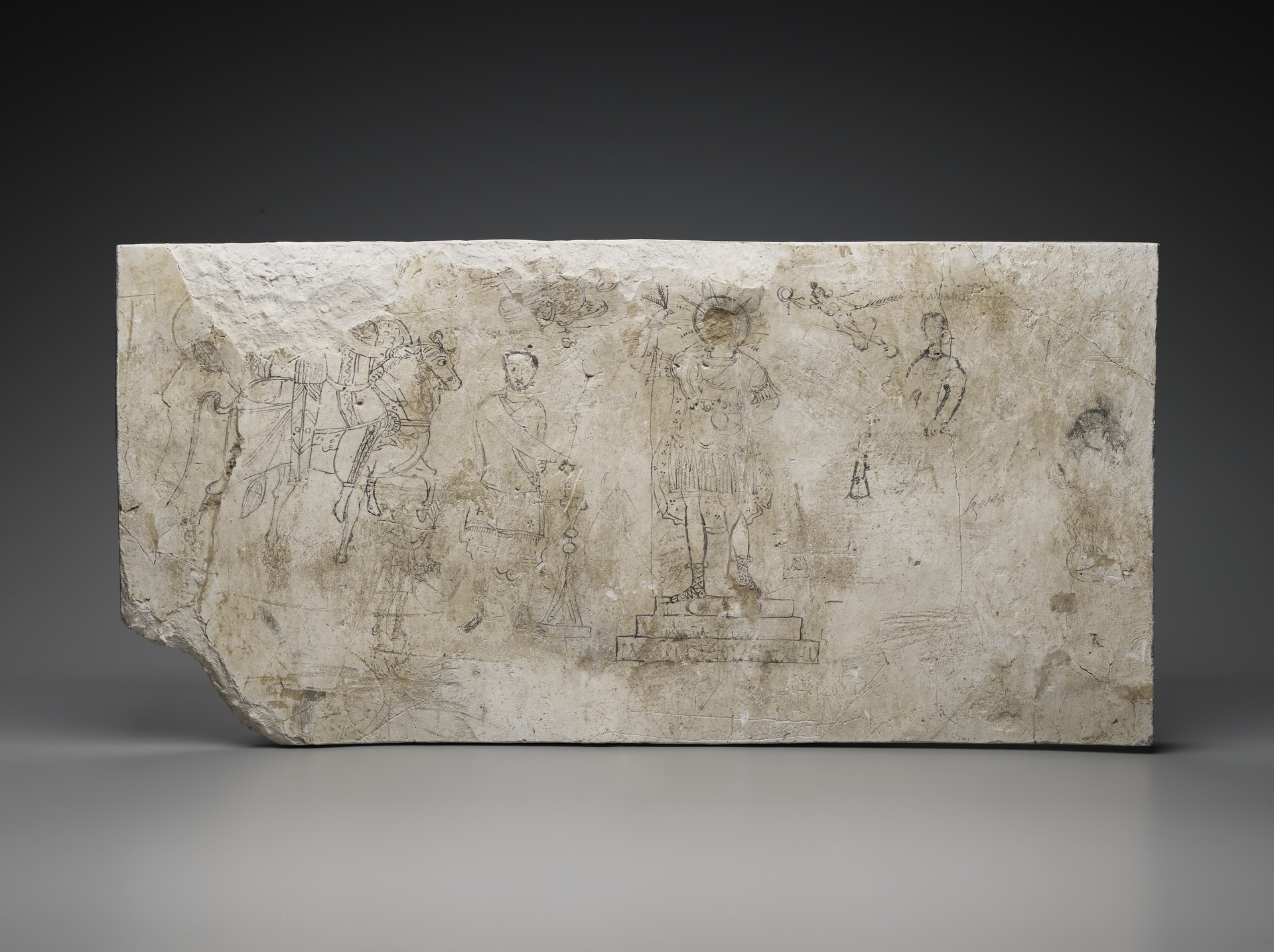

لوحة مشهد التضحية. عُثر عليها في معبد أرتميس أزاناثكونا، تُظهِر يرحبل واقفًا على قاعدة مرتديًا زيًا عسكريًا رومانيًا، وأشعة الشمس حول رأسه وحزمة قمح في يده. تتوجه إلهة النصر، التي تقترب من يساره، ونسر إلى يمينه. يحرق المصلون على كلا الجانبين البخور على مباخر. يتقدم رجل من اليسار على ظهر حصان يرتدي ثوب تدمر ومن الواضح أنه شخصية ذات أهمية.

## أوجه تشابه مع المندائية
ويلاحظ كل من بريخا هيثم سعيد ناصورايا  :34 و فان رومباي Rompaey  العديد من أوجه التشابه فيما يتعلق بأسماء وتصويرات يرحبول الفنية والكائنات المسمى أورثا المندائية هيبيل زيوا (المعروف أيضًا باسم ياوار هيبيل عندما يقترن باللقب ياوار ).

## هوامش
1. ↑  Ted Kaizer (2002). The Religious Life of Palmyra: A Study of the Social Patterns of Worship in the Roman Period. Franz Steiner Verlag. ص. 56, 72, and 107. ISBN:978-3-515-08027-9. مؤرشف من الأصل في 2020-09-14.
2. ↑  HJW Drijvers, The Religion of Palmyra, Leiden 1976, p. 13.
3. ↑  E. Łukasiak, Jarhibol's iconography, fig. 19.
4. ↑  E. Łukasiak, op. Cit., Pp. 30-31
5. ↑  J. Teixidor, The Pantheon of Palmyra, Leiden 1979, pp. 29-34.
6. ↑  J. Wais, Malakbela's Iconography Problems [in] "Studia Palmyreńskie" IV (1970), p. 50; 59
7. ↑  J. Teixidor, op. Cit., P. 118f.
8. ↑  كلارك هوبكينز, The Palmyrene Gods at Dura-Europos, p. 254.
9. ↑  E. Łukasiak, op. Cit., Pp. 17-24.
10. ↑  E. Łukasiak, op. Cit., Pp. 28 ff.
11. ↑  After K. Michałowski (Palmyra [in] The Art of Palmyra from the collection of the Arab Republic of Syria, Warsaw 1986, p. 19).
12. ↑  E. Łukasiak, op. Cit., Fig. 1 and 8
13. ↑  Art of Palmyra ..., op. Cit., P. 42, cat. Well. 26.
14. ↑  Clark Hopkins, The Palmyrene Gods at Dura-Europos, p. 254.; see M. Gawlikowski, op. cit., p. 254.
15. ↑  "Altar Dedicated to the Palmyrene God Iarhibol". Institute for the Study of the Ancient World (بالإنجليزية). 23 Sep 2011. Archived from the original on 2024-07-08. Retrieved 2021-12-20.
16. ↑  "Depinto Scene of Sacrifice - Yale University Art Gallery". artgallery.yale.edu. مؤرشف من الأصل في 2024-08-05. اطلع عليه بتاريخ 2021-12-20.
17. ↑  Nasoraia، Brikha (2022). The Mandaean Rivers Scroll (Diwan Nahrawatha): an analysis. London: Routledge. ISBN:978-0-367-33544-1. OCLC:1295213206. مؤرشف من الأصل في 2024-04-23.
18. ↑  van Rompaey، Sandra (2011). Mandaean Symbolic Art (Ph.D. thesis). Melbourne: La Trobe University. مؤرشف من الأصل في 2024-08-18.